# Feschaux
Feschaux (en wallon Fechå) est une section de la ville belge de Beauraing située en Wallonie dans la province de Namur.
C'était une commune à part entière avant la fusion des communes de 1977.

## Étymologie
Le nom de la localité de Feschaux viendrait de Villa Fiscalium - Fescals, Fessaux, Faisseaux, Feissar, Feissaulx.

## Évolution démographique
- Source: DGS, 1831 à 1970=recensements population, 1976= habitants au 31 décembre

## Histoire
Les plus importantes traces d'occupation du sol datent de l'époque franque.
Au lieu-dit les Icoux, on a découvert un cimetière franc de 140 sépultures. Au milieu de celles-ci se trouvaient les vestiges d'une petite chapelle consacrée à saint Jean.
À 200 mètres, coule la Fontaine du diable. Il s'agit probablement du souvenir du culte païen rendu à la divinité de la source par les Francs qui reposaient sur la colline, au pied de la chapelle.
On y a aussi trouvé des silex taillés. Feschaux (villa fiscalium) se trouvait sur le même domaine que Givet (Gabelium : bureau des gabelles), villa fiscalium étant l'endroit de la perception de l'impôt fiscal.
Le dernier bourgmestre de Feschaux était Marcel Lucas, aquarelliste réputé, décédé à Liège le premier octobre 2010.